# Marco Porcio Catone Saloniano
Marco Porcio Catone Saloniano (in latino Marcus Porcius Cato Salonianus; 154 a.C.) è stato un magistrato romano.
Fu il figlio di Marco Porcio Catone detto "il Censore" e della seconda moglie Salonia, sposata in tardissima età, figlia di uno scriba di Catone stesso, un liberto.

## Biografia
Marco Porcio Catone Saloniano nacque nel 154 a.C., quando il padre aveva già compiuto ottant'anni e due anni prima della morte del fratellastro Marco Porcio Catone Liciniano, primo figlio che il Censore aveva avuto da Licinia. Quando aveva cinque anni perse anche il padre.
Poco si sa della vita di Saloniano se non che raggiunse la carica di pretore nell'esercizio della quale, proprio come il fratellastro, ebbe a morire.
Saloniano ebbe due figli: Marco e Lucio.